# Удавске
Удавске (словац. Udavské) — село и одноимённая община в районе Гуменне Прешовского края Словакии. В письменных источниках начинает упоминаться с 1317 года.

## География
Село расположено в юго-восточной части края, в южной части Низких Бескид, на правом берегу реки Удавы, вблизи места впадения её в реку Лаборец, при автодороге 3839. Абсолютная высота — 170 метров над уровнем моря. Площадь муниципалитета составляет 13,2 км².

## Население
| Год:                | 1994 | 2004    | 2014    | 2024    |
| ------------------- | ---- | ------- | ------- | ------- |
| Количество человек: | 1230 | 1277    | 1217    | 1232    |
| Разница:            |      | +3,82 % | −4,69 % | +1,23 % |

По данным последней официальной переписи 2011 года, численность населения Удавске составляла 1242 человека.
Национальный состав населения (по данным переписи населения 2011 года):
| Национальность | Численность, человек |
| -------------- | -------------------- |
| словаки        | 1183                 |
| русины         | 26                   |
| венгры         | 6                    |
| украинцы       | 5                    |
| чехи           | 5                    |
| поляки         | 1                    |
| русские        | 1                    |
| моравы         | 1                    |
| другие         | 1                    |
| не указана     | 19                   |